# حزب الإصلاح الوطني (المغرب)
حزب الإصلاح الوطني كان حزبا سياسيا مغربيا أسسه عبد الخالق الطريس يوم 18 دجنبر 1936 بتطوان. نشط الحزب في منطقة الإستعمار الإسباني بشمال المغرب (المنطقة الخليفية). يوم 18 مارس 1956 تم دمج حزب الإصلاح الوطني في حزب الاستقلال وذلك «تغليبا للمصالح العليا للبلاد وتتويجا للنضال المشترك بين الحزبين».

## تاريخ الحزب
بعد التعاطف بين الحركة الوطنية بشمال المغرب واليسار الإسباني، أنقلب زعيم هذه الحركة عبد الخالق الطريس لنصرة فرانكو في الحرب الأهلية الإسبانية، ابتداء من سنة 1936 بعد أن سُمح له بتأسيس حزب «الإصلاح الوطني» كنقطة بداية مسلسل دعم فرانكو «القائد المظفر العظيم»، لاسيما مع انطلاق تسرب وانتشار أفكار القومية العربية مع زيارة شكيب أرسلان الذي كان يساند بدوره الألمان، وقد أثنى على عبد الخالق الطريس لموقفه من الإسبان.
لم يكن كل الوطنيين شمال المغرب متفقين مع الطريس في دعم فرانكو والنازيين، مما أدى إلى انشقاق كتلة العمل الوطني بمنطقة الإحتلال الإسباني، وإضافة لحزب الإصلاح الوطني ظهر أيضا حزب الأحرار (أسسه محمد بودرة - أصدر جريدة الريف) وحزب الوحدة (أسسه محمد المكي الناصري - أصدر جريدة الوحدة المغربية وأدار المعهد الخليفي).
أصدر حزب الإصلاح الوطني سنة 1937 جريدة «الحرية» باللغة العربية في مدينة تطوان، وكانت تحت اشراف أحمد غيلان.